# Все найкраще (фільм, 2010)
«Все найкраще» (англ. All Good Things) — романтична драма-трилер режисера Ендрю Джарекі. Фільм знімався з квітня по липень 2008 року в Коннектикуті та Нью-Йорку. Прем'єра в США була призначена на 24 липня 2009 року, але пізніше була перенесена на 3 грудня 2010 рік.

## Сюжет
Спадкоємець однієї з найбагатших сімей Нью-Йорка, що зробив свій стан на нерухомості, закохується в дівчину не зі свого кола. Їхні романтичні стосунки розвиваються за звичайним сценарієм, за винятком одного: дівчина не знає, що в її хлопця серйозні проблеми з психікою. Зрештою, дівчина зникає, минає 20 років, перш ніж знову починається розслідування, яке закінчується смертю для залучених до нього людей. 
Сюжет фільму заснований на реальній історії зникнення дружини Роберта Дерста Кетлін 1982 року.

## Акторський склад
- Раян Ґослінґ — Девід Маркс[3]
- Кірстен Данст — Кеті Маккарті[4]
- Френк Ланджелла — Сенфорд Маркс[5]
- Лілі Рейб — Дебора Лерман[6][7]
- Філіп Бейкер Голл — Малверн Бамп[6]
- Майкл Еспер — Деніел Маркс
- Даян Венора — Дженіс Різзо[6]
- Нік Офферман — Джим Маккарті[6][8]
- Крістен Віг — Лорен Флек[9]
- Стефан Канкен — Тодд Флек
- Джон Каллам — Річард Панатьєр
- Меґґі Кайлі — Мері Маккарті
- Ліз Стобер — Шерон Маккарті
- Маріон Маккоррі — Анна Маккарті
- Мія Діллон — тітка Кеті
- Том Кемп — дядько Кеті
- Тріні Альварадо — Сара Девіс
- Френсі Свіфт — Келлі Каллендер
- Девід Марджуліс — мер
- Френсіс Ґуїнан — Деніел Патрік Мойніган
- Вільям Джексон Гарпер — асистент Мойнігана
- Ешлі Аткінсон — Бонні Фелдер
- Сокорро Сантьяґо — медсестра
- Забріна Гевара — офіціантка
- Ленні Флагерті — поміщик
- Роберт Клогессі — суперінтендант
- Мішель Герст — ведуча новин
- Зої Лістер-Джонс — репортерка